# 金潤
金 潤（キム・ユン、朝: 김 윤、1963年 -）は、大韓民国の作家、脱北者。元在日朝鮮人3世。作家活動および講演や取材においては、主に金 柱聖（キム・ジュソン、朝: 김 주성）のペンネームで活動している。

## 経歴
兵庫県出身。1976年、中学１年の時に祖父と共に在日朝鮮人の帰還事業で北朝鮮に渡り、北朝鮮国内の師範大学を卒業後、大学講師を経て、朝鮮文学芸術総同盟傘下の朝鮮作家同盟に所属する作家として活動、党の宣伝を含んださまざまな作品を発表した。のちに国家科学院情報科学通報室などでも勤務している。
2009年に脱北し、大韓民国籍を取得。
サイバー韓国外国語大学日本語学科卒業、北韓大学院大学校社会文化統一修士課程修了ののち、北韓亡命作家センター事務局長を歴任。

## 著作

### 書籍
- 金 柱聖『跳べない蛙 北朝鮮「洗脳文学」の実体』双葉社、2018年4月。ISBN 9784575313512。
- 김 주성『한국이 낮설어질 때 서점에 갑니다』아크로스출판그룹、2019年11月27日。ISBN 9791190030267。

### 論文
- 「北朝鮮階級政策の特徴と社会構成変遷過程」『海外事情 = Journal of world affairs』第62巻第9号。

## 出演

### テレビ番組
- 日曜スクープ （2019年12月8日、BS朝日）
- 日曜スクープ （2023年3月19日、BS朝日）

### インターネット番組
- AbemaPrime（2018年5月28日、AbemaTV）